# Erico Lucas Kneubühler
Erico Lucas Kneubühler (Jaraguá do Sul, 9 de março de 1999 — Jaraguá do Sul, 7 de junho de 2020) foi um escritor brasileiro. Ganhou notoriedade aos 17 anos, ao escrever a obra "Coração de Urso".

## Biografia
Erico sempre foi fascinado pela leitura e pela escrita, aos 13 anos de idade participou do XXI Concurso de Declamação que ocorreu na Sociedade Cultura Artística (SCAR) e contou com 260 inscritos, alcançando a 5ª colocação na categoria B4 com a poesia “Rua do Olhar” de Carlos Drummond de Andrade.

## Carreira
Com 14 anos começou a escrever seu primeiro livro, Coração de Urso, uma aventura fantástica que narra a jornada de Ernest, um jovem que tem seu mundo perfeito destruído e se vê obrigado a aprender a lidar com a dor, a morte, o luto e o mal que existe no mundo imperfeito. Erico alcançou notoriedade ao publicar o livro infantojuvenil que se destaca por seu tom muitas vezes maduro e filosófico com apenas 17 anos. Além de realizar o lançamento de seu livro na X Feira do Livro de Jaraguá do Sul, Erico também participou por duas vezes como autor convidado do evento Ciranda Literária que ocorre na cidade de Guaramirim.
Em entrevista à blogueira Andressa Menezes, Erico declarou ter a intenção de escrever mais livros no mesmo universo de Coração de Urso.
Erico ainda publicou gratuitamente em plataformas online as obras 1.3.7.6, Irrompa para o Outro Lado, O Punk e a Vidraça, História Pensada e Escrita em 20 Minutos, O Poeta Feliz, A Missa e o Coveiro, Noites Sem Dormir, Sempre Noite, Novas Fadas, Palavras de um Porco Capitalista e Um Breve Sentido para a Vida.

## Legado
Erico faleceu no dia 7 de junho de 2020, deixando um legado de um livro publicado pela Design Editora e mais onze obras publicadas gratuitamente em plataformas online.